# Штайнбах, Фриц
Фриц Штайнбах (нем. Fritz Steinbach; 17 июня 1855, Грюнсфельд — 13 августа 1916, Мюнхен) — немецкий дирижёр.

## Биография
Учился в Лейпцигской консерватории, затем в Венской музыкальной академии у Антона Доора (фортепиано) и Мартина Густава Ноттебома (теория и контрапункт).
С 1879 г. второй капельмейстер в Майнце. В 1886—1903 гг. главный дирижёр Майнингенского придворного оркестра; на этом посту активно пропагандировал музыку Иоганнеса Брамса, осуществил ряд масштабных постановок: «Торжественной мессы» Бетховена (1893, с хором из 320 певцов, собранным из пяти городов), его же оперы «Фиделио» (1891), оперы Энгельберта Хумпердинка «Гензель и Гретель» (1897); много гастролировал с оркестром, провёл 297 концертов в 85 городах Европы. В 1903—1914 гг. Штайнбах был генеральмузикдиректором в Кёльне, возглавляя Гюрцених-оркестр и Кёльнскую консерваторию; среди значительных событий этого периода деятельности Штайнбаха нужно назвать проведённый им Второй Брамсовский фестиваль (Висбаден, 1912), в ходе которого Гюрцених-оркестр под управлением Штайнбаха исполнил все четыре симфонии Брамса. Среди консерваторских учеников Штайнбаха были Адольф и Фриц Буши, Аллард де Риддер, Ильзе Фромм-Михаэльс и др.
Штайнбаху посвящены Вариации и фуга на тему Хиллера Макса Регера (1907).